# شیفته دوربین
شیفته دوربین (به لهستانی: Amator) نام یک فیلم لهستانی به کارگردانی کریشتوف کیشلوفسکی است. این فیلم در سال ۱۹۷۹ ساخته‌شده است.

## داستان فیلم
«فیلیپ موش» (استور)، کارگر کارخانه‌ای واقع در یکی از شهرهای کوچک لهستان، یک دوربین فیلم‌برداری هشت میلی‌متری می‌خرد. ابتدا از آن برای فیلم‌برداری از فرزندش استفاده می‌کند، اما به‌زودی با راهنمائی‌های مدیر کارخانه (چیزفسکی) یاد می‌گیرد تا از بازرسی سالیانه کارخانه فیلم‌برداری کند. اگرچه مدیر کارخانه از او خواسته است تا واقعیات موجود در کارخانه را ثبت کند، اما او جسارتش را با فیلم‌برداری از کارهای غیرقابل پیش‌بینی (و کمیک) کارگردان نشان می‌دهد. سپس اجازه دایر کردن استودیوئی کوچک را در کارخانه دریافت می‌کند. فیلمش درباره بازرسی، جایزه سوم جشنواره سینمائی آماتور را در لهستان می‌برد. با حمایت‌های کارگردان تلویزیون، «یورگا» (یورگا) و گرداننده جشنواره، «اوا» (پوکاس) (و با تشویق‌های «زانوسی / زانوسی، کارگردان لهستانی») «فیلیپ» با اشتیاق بیشتر به کارش ادامه می‌دهد. اما همسرش «ایرکا» (زابکوفسکا) که از بی‌توجهی‌های او خسته شده، پس از چندین بار مشاجره او را ترک می‌کند. مدیر کارخانه نیز از اینکه فیلم‌های «فیلیپ» وجوه منفی و انتقادآمیز کارخانه را نشان داده، نگران است.

## درباره فیلم
فیلمی از کیشلوفسکی در اوایل راه فیلم‌سازی‌اش و با پشت‌سر داشتن بیش از سی مستند تلویزیونی از ۱۹۶۸ به بعد. تأثیرهای زانوسی یک سینماگر روشن‌فکر لهستانی دیگر در این فیلم دیده می‌شود (زانوسی در نقش خودش بازی می‌کند): اندیشه‌های «مهم» کارگردان مانع از وضوح تصویرپردازی (مثلاً به واسطه نمادگرائی) یا مخل ضرباهنگ نمی‌شود. و کیشلوفکسکی مثل زانوسی نگاه انتقادی روشنی به آحادِ جامعه کمونیستی دارد. در عین حال فیلم به‌عنوان یک محور همین جامعه، مضمون جالب و ظریفی دارد: نقش دوربین سینما در مشاهده زندگی و احیاناً تعهدی که آدمِ پشت دوربین به موضوع‌هایش داشته باشد. کارگردان آماتورِ فیلم آماتور کم‌کم با این واقعیت روبه‌رو می‌شود که تماشای زندگی از پشت لنز دوربین عوارضی در زندگی خودش خواهد داشت و «مشاهده» لزوماً توأم با حقانیت اخلاقی نیست. کیشلوفسکی به اصطلاح «صادقانه» با این مضمون برخورد می‌کند.